# Bulbophyllum marivelense
Bulbophyllum marivelense là một loài phong lan thuộc chi Bulbophyllum.